# Ormes-et-Ville
Ormes-et-Ville – miejscowość i gmina we Francji, w regionie Grand Est, w departamencie Meurthe i Mozela.
Według danych na rok 1990 gminę zamieszkiwało 158 osób, a gęstość zaludnienia wynosiła 13 osób/km² (wśród 2335 gmin Lotaryngii Ormes-et-Ville plasuje się na 887. miejscu pod względem liczby ludności, natomiast pod względem powierzchni na miejscu 469.).